# 陸卿任
陸卿任（16世紀—17世紀），字天随，南直隸常州府武進縣人，明朝政治人物。

## 生平
與兄陸卿正同中萬曆四十年（1612年）壬子科舉人，四十七年（1619年）成己未科進士，任禮部主事。天启间歴任兵部車駕司郎中、陕西按察副使。崇禎元年（1628年），調福建兴泉道副使。三年（1630年）二月，擢福建右参政仍管道事。

## 引用
1. ↑  道光《武進陽湖縣合志·卷十八·選舉志》：（萬曆）四十年壬子科（舉人）……陸卿任 己未進士
2. ↑  天启七年四月，升兵部车驾司郎中陆卿任为陕西按察司副使分守西宁。
3. ↑  《泉州府志》卷三十「名宦」二（明兴泉道）：陆卿任，字天随，武进进士。由礼部郎，天启间任兴泉道。春风袭人，德意蒸蔼。遇旱，步祷立应，岁以有秋。简饬车徒，立标比试，俾超距者咸自奋。海疆严密，至台湾淡水莫不凛其威德。
4. ↑  《崇祯长编•卷8》：崇祯元年四月……陕西副使陆卿任为福建副使。
5. ↑  《崇祯长编》：崇祯三年二月……陆卿任为福建右参政俱仍管道事。